# Maurice Farman
Pour les articles homonymes, voir Farman.
Maurice Alain Farman, né Allan Maurice Mudford Farman le 21 mars 1877 à Paris où il est mort le 24 février 1964, est un champion français de course automobile, un aviateur et un concepteur et constructeur d’aéroplanes.

## Biographie
Né à Paris de Thomas Farman et Sophia Louisa Mudford, tous deux britanniques, Allan Maurice Mudford Farman et ses frères aînés Dick Farman (1872-1940) et Henri Farman (1874-1958) ont été des pionniers et des inventeurs importants dans l’histoire de l’aviation en Europe. La naissance de Maurice Farman ne figure pas dans l'état civil de Paris, mais seulement au Consulat Général britannique. Il a été admis à la nationalité française par décret du 17 février 1912 modifiant à la suite son nom en Maurice Alain Farman.

### Cyclisme et automobile

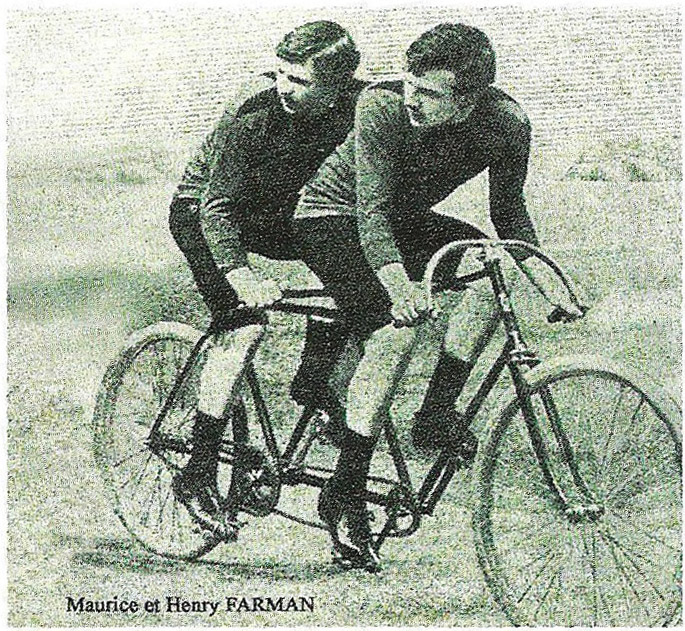
Carte postale représentant les frères Henri et Maurice Farman, en tandem.

Champion de cyclisme en tandem avec son frère, et champion de France de vitesse individuelle en 1894 sur le kilomètre, Maurice Farman fait ses premières courses automobiles avec des automobiles Panhard (9e du Paris-Bordeaux 1899, et vainqueur  en 1901 du Grand Prix de Pau, première course à être dénommée « Grand Prix » (devant son frère Henri, quant à lui sur Darracq), avant de terminer deuxième du Paris-Bordeaux. En mai 1902, il remporte le circuit du Nord, course aller-retour de Paris à Arras. Il participe aussi cette même année à la course de Paris à Vienne remportée par Marcel Renault. En 1903, il participe à la course automobile Paris-Madrid, tout comme son frère Henri. Il s’essaie également au commerce et à la construction d'automobiles.

### Aéronautique
En janvier 1909, l'Aéro-Club de France lui décerne le brevet de pilote no 6. Cette même année, il établit de nouveaux records d’endurance et de vitesse. Le 9 décembre 1909, il réalise alors le plus long raid aérien de ville à ville depuis Versailles (terrain de Buc) jusqu'à Chartres, soit 70 kilomètres, sur un appareil biplan. En juin 1910, lors d'une sortie dans les airs avec Georges Besançon, secrétaire général de l’Aéro-Club, il est victime d'un accident dans la chute de son avion. Maurice Farman souffre de contusions, Georges Besançon est blessé au bras et à la tête.
Maurice Farman ne tarde pas à fabriquer lui-même ainsi que son frère ses aéroplanes. La société des Avions Farman a conçu et fabriqué plus de 200 types d'avions de 1908 à 1941 en fournissant notamment l'armée de l'air française, britannique et italienne. En 1909, une école d'aviation équipée d'avions Farman ouvre à Chartres, sur le futur terrain de la base aérienne 122 Chartres-Champhol. Beaucoup d'autres écoles utilisent ces avions. En 1911, les frères Farman installent une usine à Boulogne-Billancourt. Il crée avec ses frères une compagnie d’aviation, les Lignes Aériennes Farman en 1916, puis la Société générale des transports aériens, en 1920 qui développa les lignes aériennes intérieures françaises en reliant notamment Paris à des villes comme Lille, Lyon, ou encore Strasbourg et sera une des compagnies qui formeront Air France en 1933.
Il publie un ouvrage aéronautique, Les Merveilles aériennes, chez J. Fritsch en 1896.
Il est inhumé au cimetière du Père-Lachaise (95e division).

## Remarque
Diversement classés entre 1886 et 1894 dans les championnat de France de vitesse et championnat de France de demi-fond de cyclisme sur piste, Maurice Farman, Henri Béconnais, Fernand Charron, et Henri Debray – devenu précocement « Antony » sur les pistes –, du fait sans doute de la certitude de la rapidité de leurs réflexes, vont devenir rapidement tous les quatre des pilotes automobiles renommés, déjà habitués à se côtoyer lors de compétitions[réf. nécessaire].

## Distinctions
- Commandeur de la Légion d'honneur[12].